# Пхоханский университет науки и технологии
Пхоханский университет науки и технологии (Pohang University of Science and Technology или POSTECH; кор. 포항공과대학교 (포항공대), 浦項工科大學校 (浦項工大), Pohang Gonggwa Daehakgyo (Pohang Gongdae), P'ohang Kongkwa Taehakkyo (P'ohang Kongdae)) — частный университет, расположенный в г. Пхохан, Южная Корея. Является исследовательским и образовательным учреждением в области науки и технологий. В 1998 году по версии журнала Asiaweek был признан лучшим техническим университетом Азии.
Более того, с 2002 года по настоящее время POSTECH является лидирующим университетом Кореи по версии одной из наиболее влиятельных ежедневных газет — Joongangilbo. В рейтинге лучших университетов 2013 года QS World University Rankings университет занимает 107-ю позицию, тогда как издание Times Higher Education признало POSTECH 60-м лучшим университетом в мире, пятым среди инженерных школ и третьим по значимости в Азии.

## Структура
Университет имеет следующую структуру:
Факультеты:
- Математики (Mathematics)
- Физики (Physics)
- Химии (Chemistry)
- Науки о жизни (Life Science)
- Материаловедения (Materials Science and Engineering)
- Машиностроительный (Mechanical Engineering)
- Индустриального инжиниринга (Industrial and Management Engineering)
- Электроники и электротехники (Electronics and Electrical Engineering)
- Компьютерных технологий (Computer Science & Engineering)
- Химического машиностроения (Chemical Engineering)
- Подразделение гуманитарных и социальных наук (Division of Humanities and Social Sciences)

Последипломные факультеты и программы:
- Последипломный институт черной металлургии (GIFT)

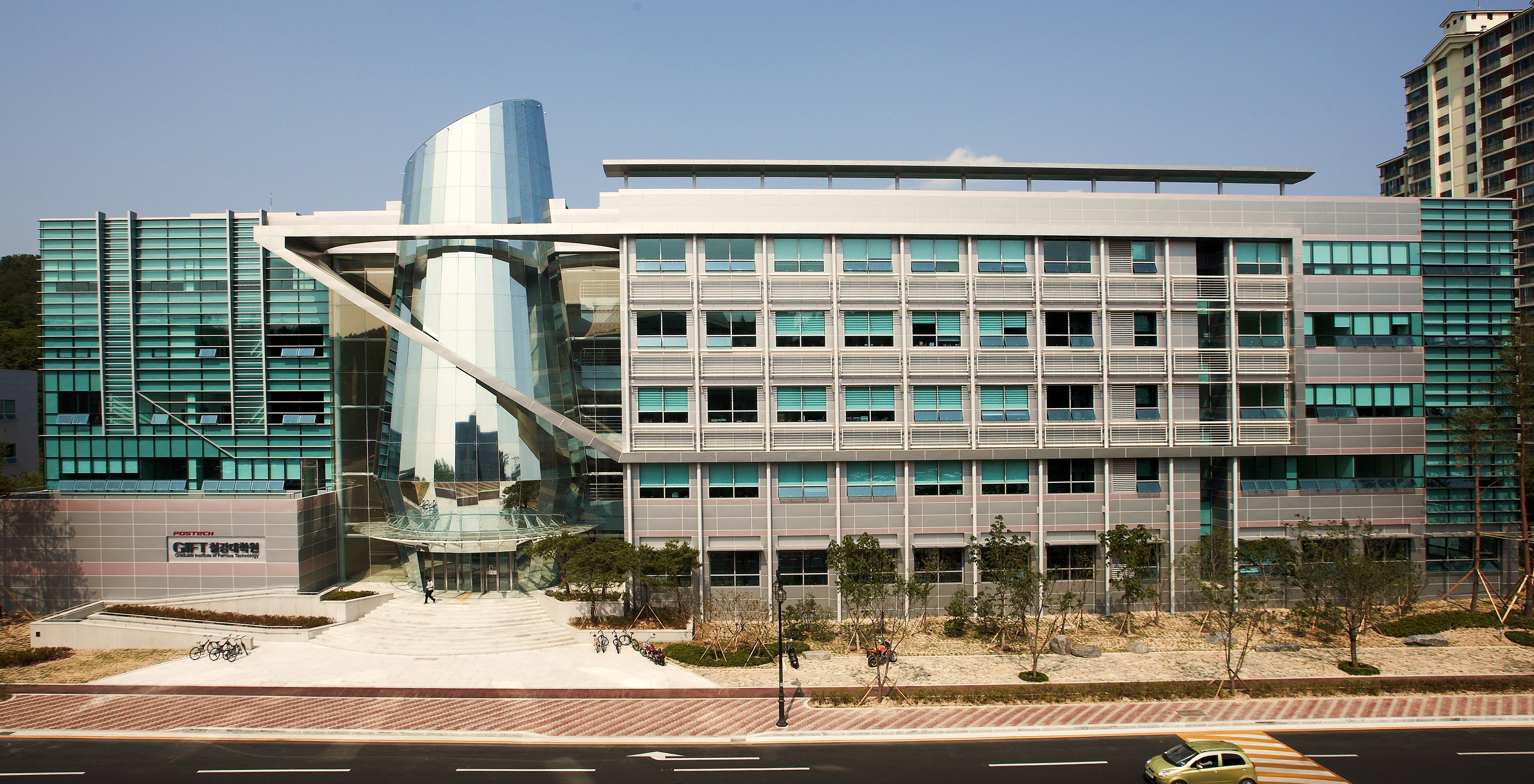
Новое здание института чёрной металлургии, июнь 2009

- Школа междисциплинарной бионауки и биоинжиниринга (School of Interdisciplinary Bioscience and Bioengineering (I-BIO))
- Школа экологии (School of Environmental Science and Engineering (SEE))
- Последипломная школа информационных технологий (Graduate School for Information Technology (GIST))
- Последипломная программа инноваций и менеджмента технологий (Technology Innovation & Management Graduate Program (TIM))
- Образовательный институт информационных технологий будущего (Educational Institute of Future Information and Technology)
- Интегрированных бионаук и биотехнологий (Integrative Biosciences and Biotechnology (IBB))
- Последипломная школа энергии ветра (Graduate School for Wind Energy)
- Подразделение передового материаловедения (Division of Advanced Materials Science)
- Подразделение инжиниринга конвергенции информационных технологий (Division of IT Convergence Engineering)

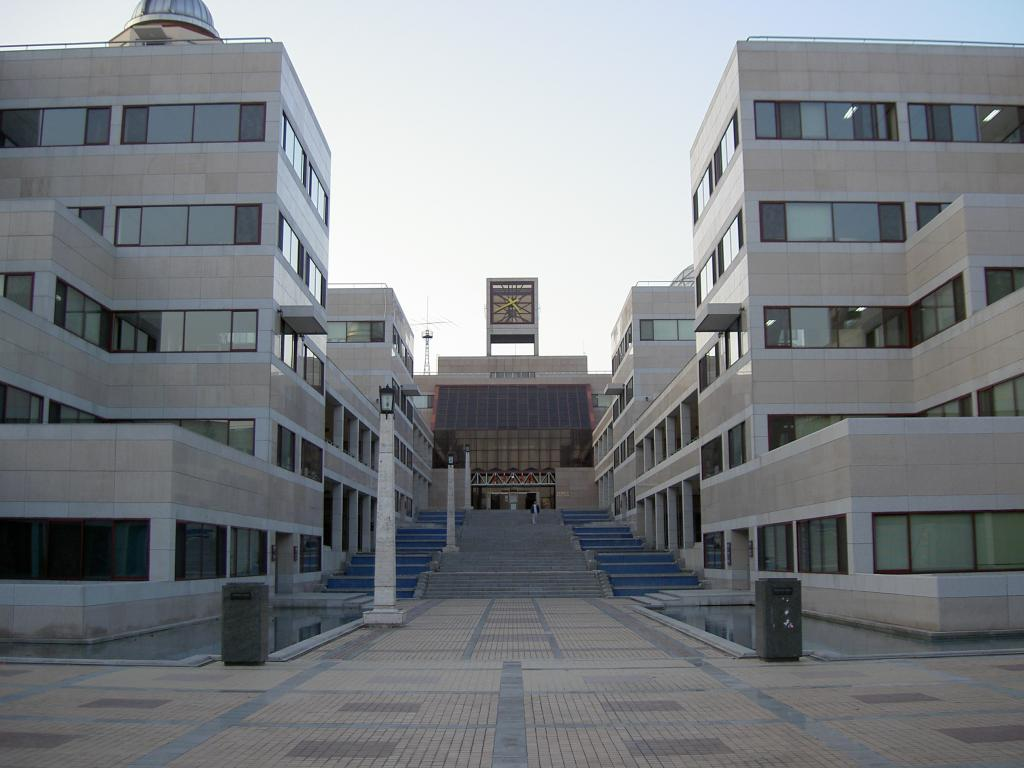
Вид на участок главной улицы университетского городка, 2006
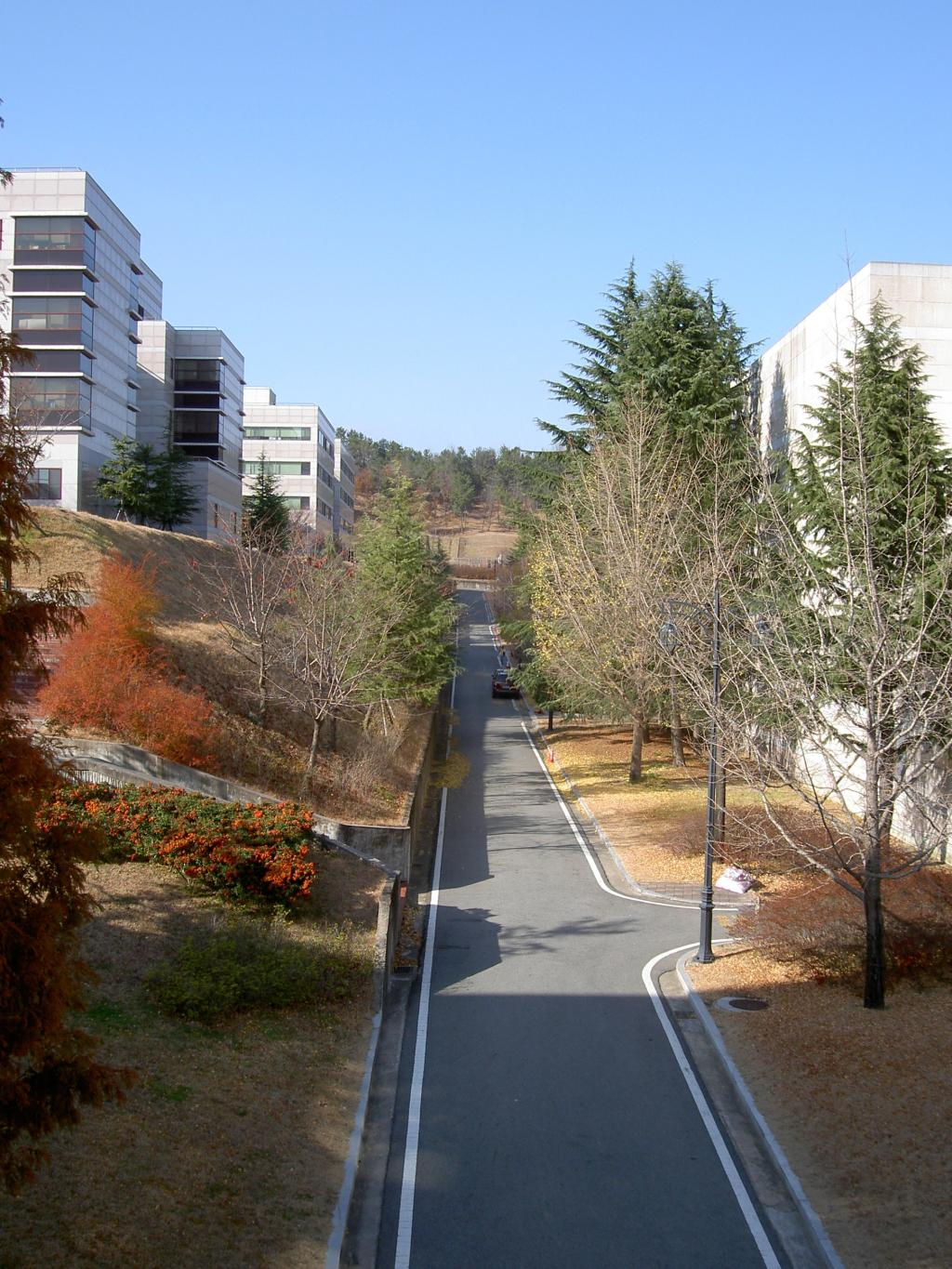
Улица в кампусе, 2006
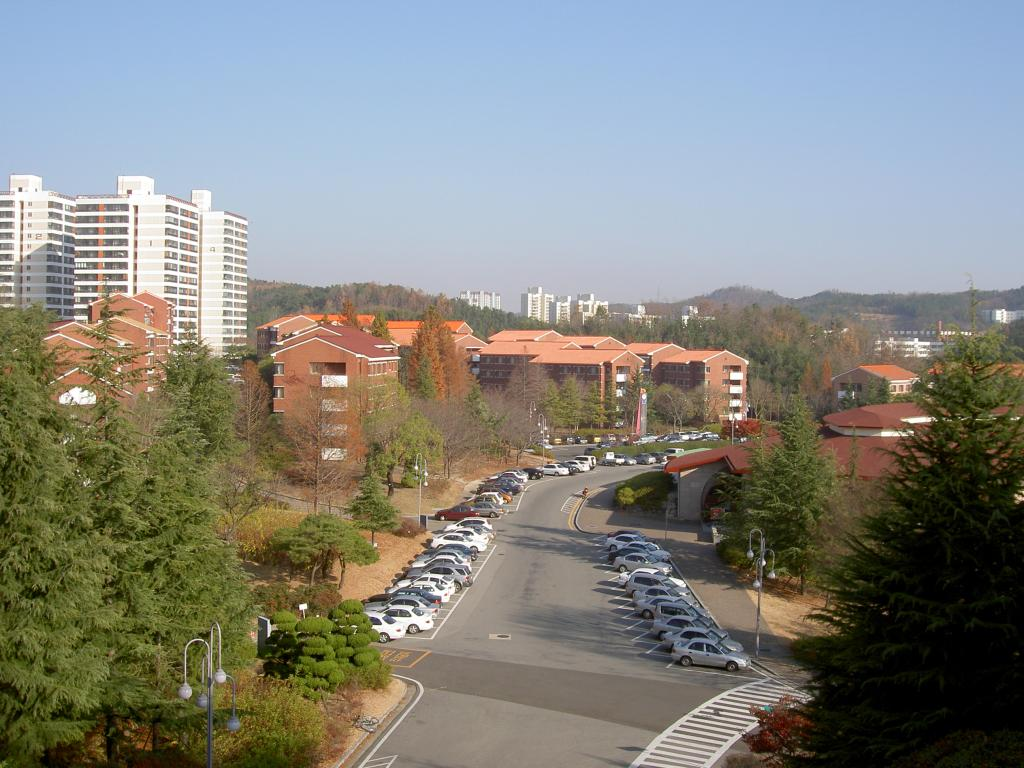
Вид на общежития, 2006
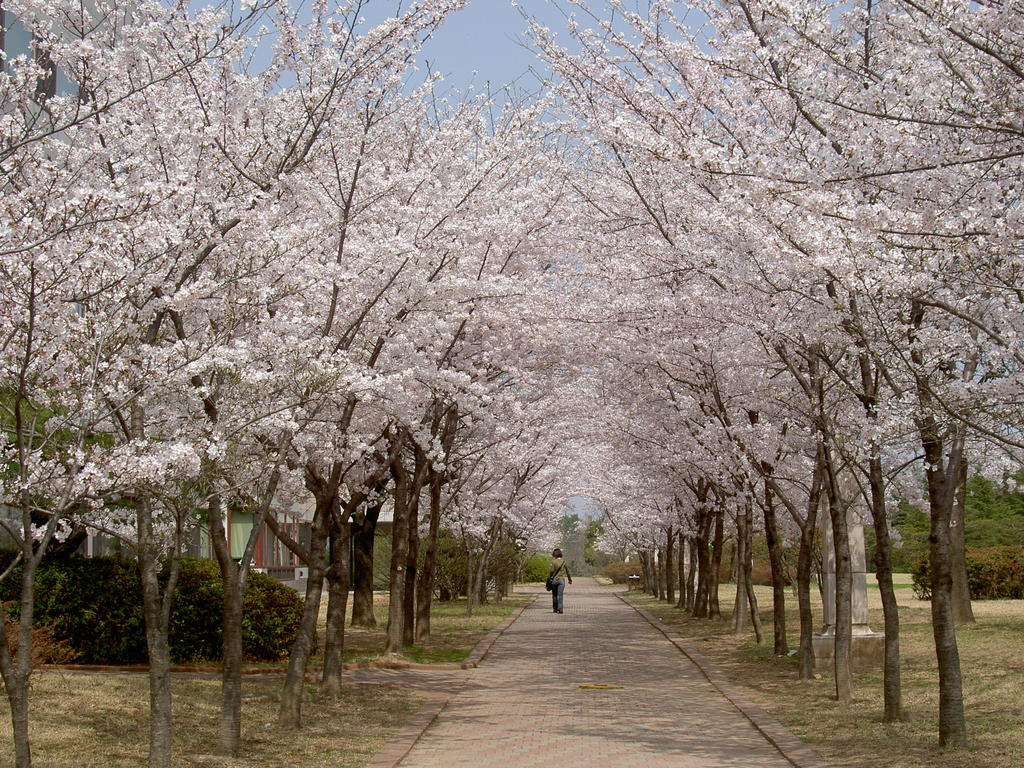
Цветущие вишни в кампусе, 2006